# 石場駅
石場駅（いしばえき）は、滋賀県大津市松本二丁目にある、京阪電気鉄道石山坂本線の停留場。駅番号はOT10。ここでは、かつて鉄道院大津線に存在した同名の駅についても解説する。

## 歴史

### 京阪電鉄 石場駅
- 1913年（大正2年）3月1日：大津電車軌道大津（現・びわ湖浜大津駅） - 膳所（現・膳所本町駅）間の開通と同時に開業[2][3][4]。
- 1927年（昭和2年）1月21日：太湖汽船・湖南汽船との合併により琵琶湖鉄道汽船設立[4]。同社の停留場となる[5]。
- 1929年（昭和4年）
  - 4月11日：京阪電気鉄道との合併により、同社の停留場となる[4][5]。
  - 5月20日：貨物列車の通過の震動で駅舎が倒壊し、乗客2人が負傷[6]。
- 1930年（昭和5年）9月15日：路線名称を制定、大津線の所属となる[4]。
- 1936年（昭和11年）10月10日：路線名称を改定、石山坂本線の所属に変更[4]。
- 1943年（昭和18年）10月1日：阪神急行電鉄との合併により京阪神急行電鉄（現・阪急電鉄）の停留場となる[4][7]。
- 1949年（昭和24年）12月1日：京阪神急行電鉄からの分離により、現在の京阪電気鉄道の停留場となる[4][7]。
- 1965年（昭和40年）9月26日：移設工事竣工[8]。
- 2003年（平成15年）10月4日：駅員終日配置を一部時間帯配置に変更[3]。

### 鉄道院 石場駅
- 1880年（明治13年）7月15日：官設鉄道馬場（現・膳所駅） - 大津（現・びわ湖浜大津駅付近）間の開通と同時に開業[10]。
- 1889年（明治22年）7月1日：旅客営業を廃止し貨物取扱のみに変更[10]、駅業務を休止。
- 1898年（明治31年）8月1日：旅客営業を再開[11]。
- 1909年（明治42年）10月12日：路線名称制定により大津線の駅となる[10]。
- 1913年（大正2年）3月1日：大津線としての石場駅を廃止[11]。路線名を東海道本線貨物支線に変更[10]。

なお、大津電車軌道の開業時に、馬場駅 - 大津駅間は東海道本線貨物支線と線路を供用する三線軌条となり、貨物支線が廃止される1969年（昭和44年）11月1日まで使用された（廃止後に撤去）。

## 停留場構造
相対式ホーム2面2線を有する地上駅。ホーム有効長は2両分。互いのホームは構内踏切で連絡しているが、踏切は自由通路も兼ねており、停留場の南北を徒歩や自転車で通り抜けることができる構造となっている。
きっぷうりば、IC専用簡易改札機が双方のホームに設置されている。かつては坂本比叡山口方面に係員が配置されていたが、2021年時点では無人駅となっている。

### のりば
| ホーム | 路線        | 方向 | 行先                           |
| ------ | ----------- | ---- | ------------------------------ |
| 駅舎側 | ▼石山坂本線 | 下り | びわ湖浜大津・坂本比叡山口方面 |
| 反対側 | ▼石山坂本線 | 上り | 石山寺方面                     |

- ホーム有効長は2両。のりば番号は設定されていない。

## 利用状況
乗降客数
- 3,424人/日（2009年11月10日調べ）[20]
- 3,210人/日（2019年度）[21]

## 停留場周辺
- 滋賀労働局
  - 大津労働基準監督署
  - 大津公共職業安定所（ハローワーク大津）
- 滋賀県大津警察署
- 日本年金機構大津年金事務所
- Oh!Me大津テラス
- 大津中央郵便局
- 大津湖岸なぎさ公園
- 滋賀県立芸術劇場 びわ湖ホール
- 国道1号
- 湖岸道路（滋賀県道18号大津草津線・滋賀県道102号大津湖岸線）
- 近江鉄道バス「商工会議所前」停留所 - 湖岸線、近江大橋線

## 隣の停留場
京阪電気鉄道
▼石山坂本線
京阪膳所駅 (OT09) - 石場駅 (OT10) - 島ノ関駅 (OT11)

### かつて存在した路線
鉄道院
大津線
馬場駅 - 石場駅 - 紺屋関駅